# The Sky Will Still Be There Tomorrow
The Sky Will Still Be There Tomorrow — студийный альбом американского джазового саксофониста Чарльза Ллойда, изданный 15 марта 2024 года на студии Blue Note Records. В альбоме также приняли участие пианист Джейсон Моран, басист Ларри Гренадер и ударник Брайан Блейд. Альбом получил положительную оценку и стал первым за четыре года студийным альбомом Чарльза Ллойда после Vanished Gardens (2018).

## Отзывы
| Совокупная оценка | Совокупная оценка |
| Источник          | Оценка            |
| ----------------- | ----------------- |
| Metacritic        | 95/100            |
| Оценки критиков   |                   |
| Источник          | Оценка            |
| AllMusic          | [ 1 ]             |
| The Guardian      | [ 6 ]             |
| Mojo              | [ 7 ]             |
| Uncut             | [ 8 ]             |

The Sky Will Still Be There Tomorrow получил положительные отзывы от музыкальных критиков. На сайте Metacritic, который присваивает нормализованный рейтинг из 100 баллов рецензиям основных критиков, альбом получил 95 баллов из 100 на основе 6 рецензий, что означает «всеобщее признание».
Джон Фордхэм из The Guardian назвал альбом «новым и старым материалом в исполнении звёздного состава». Джеральдин Уайкофф из журнала OffBeat отметил, что альбом «является формой джаза, который ждали на этом долгожданном релизе».

## Список композиций
1. «Defiant, Tender Warrior» (Charles Lloyd, Jason Moran, and Larry Grenadier) — 4:15
2. «The Lonely One» (Charles Lloyd) — 5:45
3. «Monk’s Dance» (Charles Lloyd and Jason Moran) — 6:50
4. «The Water Is Rising» (Charles Lloyd) — 5:08
5. «Late Bloom» (Charles Lloyd) — 1:02
6. «Booker’s Garden» (Charles Lloyd) — 8:07
7. «The Ghost of Lady Day» (Charles Lloyd, Jason Moran, Larry Grenadier, and Brian Blade) — 6:42
8. «The Sky Will Still Be There Tomorrow» (Charles Lloyd) — 7:12
9. «Beyond Darkness» (Charles Lloyd) — 7:19
10. «Sky Valley, Spirit of the Forest» (Charles Lloyd) — 15:04
11. «Balm In Gilead» (Charles Lloyd) — 3:06
12. «Lift Every Voice and Sing» (Charles Lloyd) — 2:50
13. «When the Sun Comes Up, Darkness Is Gone» (Charles Lloyd) — 3:41
14. «Cape to Cairo» (Charles Lloyd, Jason Moran, Larry Grenadier, and Brian Blade) — 9:15
15. «Defiant, Reprise; Homeward Dove» (Charles Lloyd) — 4:21

## Чарты

### Еженедельные чарты
| Чарт (2024)                              | Высшая категория |
| ---------------------------------------- | ---------------- |
| Бельгия/Валлония (Ultratop)              | 200              |
| Шотландия (Scottish Albums Chart)        | 63               |
| Швейцария (Schweizer Hitparade)          | 63               |
| Великобритания (UK Digital Albums Chart) | 68               |
| Великобритания (UK Jazz & Blues Albums)  | 2                |